# Acanthepeira
Acanthepeira is een geslacht van spinnen uit de  familie van de wielwebspinnen (Araneidae).

## Soorten
- Acanthepeira cherokee Levi, 1976
- Acanthepeira labidura (Mello-Leitão, 1943)
- Acanthepeira marion Levi, 1976
- Acanthepeira stellata (Walckenaer, 1805)
- Acanthepeira venusta (Banks, 1896)